# ミッリイェト
ミッリイェト（Milliyet）はトルコの日刊紙である。発行部数は約182,989部（2011年）。「ミッリイェト」とは「国民性」を意味する。
中道左派で世俗主義的な編集方針である。

## 概要
ミッリイェト紙は1950年5月3日にイスタンブールにて創刊された。
1980年10月6日にはミッリイェト紙の経営は創業者のカラジャン一族の手を離れ、ドーアン・メディア・グループを率いるアイドゥン・ドーアンに移った。2011年4月にはDKコーポレーションに買収された。

## 記者の殺害
1979年2月1日、当時ミッリイェト紙の編集長を務めていたアブディ・イペクチが、ローマ教皇ヨハネ・パウロ2世を銃撃したことで知られる極右活動家のメフメト・アリ・アジャに殺害された。イペクチは政教分離原則を支持し、ギリシャとの対話と和平を提唱し、同様にトルコにおけるマイノリティーの人権を擁護していた。
イペクチの名は現在、アブディ・イペクチ・スタジアムとして残っている。